# Acantuerta ladina
Acantuerta ladina är en fjärilsart som beskrevs av Jordan 1926. Acantuerta ladina ingår i släktet Acantuerta och familjen nattflyn. Inga underarter finns listade i Catalogue of Life.